# Dacia Maraini
Dacia Maraini (Fiesole, 13 de novembre de 1936) és una escriptora, dramaturga i poetessa italiana.
Autora de múltiples novel·les, històries per a infants, poemes, assaigs i guions de teatre (publicats per l'editorial italiana Rizzoli) i traduïdes en més de vint països, és actualment una figura referent de la cultura italiana i una de les veus més destacades en l'escenari de la literatura contemporània.

## Biografia
Filla gran de l'escriptor i etnòleg Fosco Maraini i de la princesa i pintora Topazia Alliata. L'àvia materna, Oria Maria Amelia "Sonia" Ortúzar Ovalle de Olivares (1892-1981), era una cantant lírica filla d'un diplomàtic xilè. L'àvia paterna era l'escriptora Cornelia Edith "Yoï" Crosse (1877-1944), mig polonesa i mig anglesa, que va néixer a Hongria i es va traslladar a Anglaterra durant l'adolescència.
Dacia Maraini va viure la infantesa al Japó, on s'establiren els seus pares del 1939 al 1945 fugint del feixisme italià. Allà hi van néixer les seves germanes Yuki i Toni. Del 1943 al 1945, la família va estar internada en un camp de concentració japonès com a represàlia per no haver firmat l'adhesió a la República de Saló i van patir fam i privacions extremes.
Al seu retorn a Itàlia van viure a Sicília, a casa dels avis materns, més tard a Roma i després els pares es van separar.

## Obra
La seva obra gira entorn de l'estudi de qüestions socials i històriques de la dona, entre moltes altres reflexions de caràcter social. A més de novel·la i assaig, ha escrit també obra dramàtica i poesia, així com guions cinematogràfics per a cineastes com Marco Ferreri, Margarethe von Trotta i Pier Paolo Pasolini.
Entre les seves obres traduïdes al català destaquen Dones meves (Institució Alfons el Magnànim, 1992), Històries de gossos per a una nena (Cruïlla, 2002) i Passos lleugers (Edicions 96, 2009), a banda de La llarga vida de Marianna Ucria (Minúscula, 2013).

## Vida personal
Molt activa en els cercles literaris de Roma, va conèixer Pier Paolo Pasolini, amb qui va forjar una forta amistat i amb el qual va col·laborar en diverses ocasions. Tots dos van escriure el guió de la pel·lícula Les mil i una nits.
Dacia Maraini es va casar l'any 1959 amb el pintor milanès Lucio Pozzi. El matrimoni va durar quatre anys i el 1963 van obtenir-ne l'anul·lació. Del 1962 al 1978 fou companya d'Alberto Moravia, que també s'havia separat d'Elsa Morante.
Actualment és vegetariana i animalista.

## Premis i reconeixements
Des del 2010 és doctora honoris causa per la Universitat de Foggia. És candidata al Nobel de literatura des de 2014.
Amb La llarga vida de Marianna Ucria guanyà l'any 1990 el premi Campiello, l'any 1999 el premi Strega pel conjunt de relats Buio, el Premi internacional Flaiano, per Veus, el 1994 i el Premi Formentor el 1963. El 2012 va rebre el guardó Fondazione Campiello aquest cop pel conjunt de la seva carrera.

## Obra publicada

### Novel·les
- La vacanza, Milà, Lerici, 1962.
- L'età del malessere, Torí, Einaudi, 1963
- A memoria, Milà, Bompiani, 1967.
- Memorie di una ladra, Milà, Bompiani, 1972.
- Donna in guerra, Torí, Einaudi, 1975.
- Isolina. La donna tagliata a pezzi, Milà, A. Mondadori, 1980.
- Lettere a Marina, Milà, Bompiani, 1981.
- Il treno per Helsinki, Torí, Einaudi, 1984.
- La lunga vita di Marianna Ucrìa, Milà, Rizzoli, 1990 (La llarga vida de la Marianna Ucrìa, trad. de l'italià de Marta Hernández Pibernat, Ed. Minúscula, Col. Microclimes, 8, 2013).
- Bagheria, Milà, Rizzoli, 1993.[8]
- Voci, Milà, Rizzoli, 1994
- Dolce per sé, Milà, Rizzoli, 1997
- La nave per Kobe. Diari giapponesi di mia madre, Milà, Rizzoli, 2001.
- Colomba, Milà, Rizzoli, 2004.
- Il treno dell'ultima notte, Milà, Rizzoli, 2008
- La grande festa&, Milà, Rizzoli, 2011.
- Chiara d'Assisi. Elogio della disobbedienza, Milà, Rizzoli, 2013.
- La bambina e il sognatore, Milà, Rizzoli, 2015
- Corpo felice. Storia di donne, rivoluzioni e un figlio che se ne va, Milà, Rizzoli, 2018
- Trio. Storia di due amiche, un uomo e la peste di Messina, Milà, Rizzoli, 2020

### Contes
- Mio marito, Milà, Bompiani, 1968.
- L'uomo tatuato, Nápoles, Guida, 1990.
- La ragazza con la treccia, Roma, Viviani, 1994.
- Mulino, Orlov e Il gatto che si crede pantera, Viterbo, Stampa alternativa, 1994.
- Buio, Milà, Rizzoli, 1999.
- Un sonno senza sogni; Gita in bicicletta a Mongerbino, Bagheria, Drago, 2006.
- Ragazze di Palermo, Milà, Corriere della Sera, 2007.
- La ragazza de via Maqueda, Milà, Rizzoli, 2009
- L'amore rubato, Milà, Rizzoli, 2012
- Gita a Viareggio, Roma, Fahrenheit 451, 2013
- Telemaco e Blob. Storia di un'amicizia randagia, Milà, Rizzoli, 2017

### Contes per a nens
- Storie di cani per una bambina, (1996) (Històries de gossos per a una nena, Cruïlla, 2002)
- La pecora Dolly, (2001)
- Liguori può... tu non può, (2001)
- Onda Marina e il drago spento, illustrata da Simone Angelini, Roma, Giulio Perrone Editore, 2019.

### Poesia
- Botta e risposta poetica... o quasi (con Nicolò Maraini), Roma, Tip. editrice dell'Orso, 1960.
- Crudeltà all'aria aperta, Milà, Feltrinelli, 1966.
- Donne mie, Torí, Einaudi, 1974 (Dones meves, Ed. Institució Alfons el Magnànim, 1992)
- Mangiami pure, Torí, Einaudi, 1978.
- Dimenticato di dimenticare, (1984)
- Viaggiando con passo di volpe, (1991)
- Se amando troppo, (1998)
- Notte di capod'anno in ospedale, Roma, Lepisma (2009)

### Teatre
- Il ricatto a teatro e altre commedie, Torí, Einaudi, 1970.

- Viva l'Italia, Torí, Einaudi, 1973.
- La donna perfetta, Venècia, La Biennale, 1974.
- La donna perfetta seguito da Il cuore di una vergine, Torí, Einaudi, 1975.
- Don Juan, Torí, Einaudi, 1976.
- Dialogo di una prostituta con un suo cliente. Con un dibattito sulla decisione di fare il testo e la preparazione dello spettacolo, Pàdua, Mastrogiacomo-Images 70, 1978.
- I sogni di Clitennestra e altre commedie, Milà, Tascabili Bompiani, 1981.
- Lezioni d'amore e altre commedie, Milà, Bompiani, 1982.
- Stravaganza, Roma, Serarcangeli, 1987.
- Paura e amore, con Margarethe von Trotta e Laura Novati, Milà, A. Mondadori, 1988
- Erzbeth Bathory; Il geco; Norma 44, Roma, Editori & Associati, 1991.
- Veronica, meretrice e scrittora, Milà, Bompiani, 1992
- La casa tra due palme, Salern, Sottotraccia, 1995
- Maria Stuarda. Mela, Donna Lionora giacubina, Stravaganza, Un treno, una notte, Milà, Biblioteca universale Rizzoli, 2001.
- Teatro anni Novanta
  - I, Veronica, meretrice e scrittora. La terza moglie di Mayer, Camille, Milà, Biblioteca universale Rizzoli, 2001
  - II, Memorie di una cameriera. Storia di Isabella di Morra raccontata da Benedetto Croce, I digiuni di Catarina da Siena, Milà, Biblioteca universale Rizzoli, 2001

- Passi affrettati, Pescara, Ianieri, 2007 (Passos lleugers, Edicions 96, 2009)[9]
- Per Giulia, con la collaborazione di Angela Bove, della professoressa Maria Rosaria Carnevale, l'apporto delle parole delle amiche e del diario ritrovato di Giulia, Roma, Perrone, 2011
- Per proteggerti meglio, figlia mia, Roma, Perrone, 2011
- In viaggio da Itaca, con Gabriele Marchesini, Cesena, Il ponte vecchio, 2011
- Lettere d'amore, lettere di Gabriele D'Annunzio in una cornice teatrale di Dacia Maraini, con CD, Roma, Perrone, 2012
- Teresa la ladra, con CD, Roma, Perrone, 2013

### Guions
- Cuore di mamma, Milà, Forum, 1969.

### Assaig
- Fare teatro. Materiali, testi, interviste, Milà, Bompiani, 1974.
- La bionda, la bruna e l'asino, 1987
- Cercando Emma, 1993
- Un clandestino a bordo, 1996
- Il gioco dell'universo. Dialoghi immaginari tra un padre e una figlia (con Fosco Maraini), Milà, A. Mondadori, 2007.
- I giorni di Antigone - Quaderno di cinque anni, 2006
- Sulla mafia. Piccole riflessioni personali, Roma, Perrone, 2009.
- La seduzione dell'altrove, Rizzoli, 2010

- Il sogno del teatro. Cronaca di una passione, con Eugenio Murrali, Milà, BUR Rizzoli, 2013
- La mia vita, le mie battaglie, con Joseph Farrell, Pisa, Della Porta, 2015
- Se un personaggio bussa alla mia porta. "Come si racconta...", Roma, Rai Eri, 2016
- Il diritto di morire (con Claudio Volpe), Milà, SEM - Società Editrice Milanese, 2018
- Il coraggio delle donne (con Chiara Valentini), Bologna, Il Mulino, 2020
- Writing like breathing. Sessant'anni di letteratura, Roma, Gruppo Albatros Il Filo, 2021
- La scuola ci salverà, Milà, Solferino, 2021
- Una rivoluzione gentile. Riflessioni su un Paese che cambia, Milà, Rizzoli, 2021

## Filmografia com a guionista
- L'età del malessere (1968)
- La donna invisibile (1969) (director: Paolo Spinola)
- Cuore di mamma (1969) (director: Salvatore Samperi)
- Certo, certissimo, anzi... probabile (1969) (director i guionista: Marcello Fondato, sobre argument de Dacia Maraini)
- Uccidete il vitello grasso e arrostitelo (1970) (director i coguionista: Salvatore Samperi)
- L'amore coniugale (1970) (guió i direcció: Dacia Maraini, sobre una novel·la d'Alberto Moravia)
- Teresa la ladra (1973) (director: Carlo di Palma)
- Il fiore delle mille e una notte (1974) (director i guionista principal: Pier Paolo Pasolini)
- Gli Elmòlo (1975), documental sobre un poble africà, dirigit per la mateixa Dacia Maraini
- Abrami in Africa (1976)
- Aborto: Parlano le donne (1976)
- Paura e amore (1988), dirigit per Margarethe von Trotta